# Franse parlementsverkiezingen 1981
De Franse parlementsverkiezingen van 1981 vonden op 14 en 21 juni 1981 plaats. Het waren de zevende legislatieve verkiezingen ten tijde van de Vijfde Franse Republiek. De verkiezingen werden gewonnen door de coalitie van linkse partijen onder aanvoering van de Parti socialiste (PS).
Het was de eerste keer tijdens de Vijfde Republiek dat links een meerderheid verwierf in de Nationale Vergadering.

## Uitslagen
| Partij of Coalitie                                   | Partij of Coalitie                          | Afkorting                                   | Stemmen 1e ronde | % 1e ronde | Zetels 2e ronde |
| ---------------------------------------------------- | ------------------------------------------- | ------------------------------------------- | ---------------- | ---------- | --------------- |
|                                                      | Parti socialiste                            | PS                                          | 9.077.435        | 36,03      | 266             |
|                                                      | Parti communiste français                   | PCF                                         | 4.065.962        | 16,13      | 44              |
|                                                      | Mouvement de la gauche radicale-socialiste  | MGRS                                        | 354.632          | 1,41       | 14              |
|                                                      | Divers gauche                               | DVG                                         | 201.995          | 0,80       | 9               |
| Presidentiële Meerderheid                            | Presidentiële Meerderheid                   | Presidentiële Meerderheid                   | 13.700.072       | 54,37      | 333             |
|                                                      |                                             |                                             |                  |            |                 |
|                                                      | Rassemblement pour la République            | RPR                                         | 5.249.670        | 20,83      | 85              |
|                                                      | Union pour la démocratie française          | UDF                                         | 4.830.833        | 19,17      | 62              |
|                                                      | Divers droite                               | DVD                                         | 713.582          | 2,83       | 11              |
| Union pour la nouvelle majorité (oppositie)          | Union pour la nouvelle majorité (oppositie) | Union pour la nouvelle majorité (oppositie) | 10.794.085       | 42,83      | 158             |
|                                                      |                                             |                                             |                  |            |                 |
|                                                      | Ecologistes                                 | ECO                                         | 271.688          | 1,07       | -               |
|                                                      | Extrême gauche                              | EXG                                         | 334.674          | 1,32       | -               |
|                                                      | Extrême droite                              | EXD                                         | 90.422           | 0,35       | -               |
|                                                      |                                             |                                             |                  |            |                 |
|                                                      | Totaal                                      |                                             | 25.191.041       | 100        | 491             |
| Onthoudingen : 29,67 % (1e ronde) 25,49 % (2e ronde) |                                             |                                             |                  |            |                 |

### Samenstelling in deNationale Vergadering
| Groepering          | Leden | Andere fractieleden | Totaal | %     |
| Socialiste          | 265   | 20                  | 285    | 58,04 |
| PRP                 | 79    | 9                   | 88     | 17,92 |
| UDF                 | 51    | 11                  | 62     | 12,63 |
| Communiste          | 43    | 1                   | 44     | 8,96  |
| Niet-ingeschrevenen | 12    | -                   | 12     | 0,42% |
| Totaal              | 454   | 37                  | 491    | 100   |